# إدوارد غاردينر
إدوارد غاردينر (بالإنجليزية: Edward Gardiner)‏ هو مهندس مدني ومهندس معماري أمريكي، ولد في 1825 في بوسطن في الولايات المتحدة، وتوفي في 1859 في شيكاغو في الولايات المتحدة.